# Youth in Revolt
Youth in Revolt é um filme norte-americano de comédia romântica de 2009 dirigido por Miguel Arteta. O filme tem no elenco Michael Cera (Juno), Portia Doubleday (18)  e Jean Smart (24 Horas). O filme foi lançado primeiramente no Deauville American Film Festival na França em setembro de 2009. Ele foi exibido em outros festivais, como o Festival Internacional de Cinema de Toronto, em 15 de setembro de 2009. O filme é uma adaptação do romance epistolar de C.D. Payne de mesmo nome.

## Sinopse
Nick Twisp (Michael Cera), é um adolescente de 16 anos obcecado com sexo que, durante as férias em um parque de trailers, conhece Sheeni Saunders (Portia Doubleday), uma garota bonita e inteligente. A única coisa no caminho entre os dois é o ex-namorado de Saunders que escreve poemas, Trent (Jonathan B. Wright), os pais divorciados e temperamentais de Nick (Steve Buscemi e Jean Smart) e o namorado da mãe de Nick (Zach Galifianakis e Ray Liotta). Quando Nick nota que Sheeni não está interessada nele, ele cria um alter-ego, chamado François, que lembra Nick, mas tem olhos azuis, um bigode, uma voz mais profunda e atitude de bad boy, para ajudar a conquistar Sheeni. Mas quando François faz de Nick um procurado pela justiça, tudo começa a sair de controle

## Elenco
| Ator              | Papel                                          |
| ----------------- | ---------------------------------------------- |
| Michael Cera      | Nick Twisp e seu alter-ego, Francois Dillinger |
| Portia Doubleday  | Sheeni Saunders                                |
| Jean Smart        | Estelle Twisp                                  |
| Zach Galifianakis | Jerry                                          |
| Erik Knudsen      | Lefty                                          |
| Adhir Kalyan      | Vijay Joshi                                    |
| Steve Buscemi     | George Twisp                                   |
| M. Emmet Walsh    | Sr. Saunders                                   |
| Fred Willard      | Sr. Fergunson                                  |
| Ari Graynor       | Lacey                                          |
| Ray Liotta        | Lance Wescott                                  |
| Justin Long       | Paul Saunders                                  |
| Rooney Mara       | Taggarty                                       |
| Christa B. Allen  | Garota adolescente                             |

## Produção
O filme já estava em produção desde 6 de fevereiro de 2009, quando começaram a re-filmar em Shreveport, Los Angeles. A novata Portia Doubleday havia sido escolhida para ser o interesse amoroso de Sheeni; Steve Buscemi como George, o pai temperamental e ganancioso de Nick; Jean Smart como Estelle, a mãe errática de Nick; e Ray Liotta como o namorado fascista da mãe de Nick.
Justin Long, Mary Kay Place, Fred Willard, Erik Knudsen e Zach Galifianakis se juntaram ao elenco nos papeis de Paul, o irmão de Sheeni, sua mãe Srtª Saunders, Sr. Fergunson, Lefty o amigo de Nick e o primeiro namorado de Estelle, respectivamente.
Muitas partes foram filmadas em Michigan, incluindo Ann Arbor, Brighton, Detroit, Ferndale, Frankfort, Parque Hazel, Lago Leelanau, Madison Heights, South Lion, Rochester, Royal Oak, Traverse City e Wixon.

## Recepção
O filme foi no geral bem recebido pela crítica, mantendo atualmente uma taxa de 90% de aceitação no site Rotten Tomatoes, dentre dez críticas. No site IMDb, o filme possui um média de pontuação de 7,1 em 10 pelos usuários dentre 356 votos.